# Exorista lasiommata
Exorista lasiommata là một loài ruồi trong họ Tachinidae.